# S/S Linköping (1903)
S/S Linköping var ett svenskt passagerar- och fraktfartyg, som byggdes på  William Lindbergs Verkstads- och Varfs AB i Stockholm och levererades 1903 till Linköpings Nya Rederi AB i Linköping. Fartyget var 29 meter långt och försett med en ångmaskin från William Lindbergs Verkstads- och Varfs AB på 225 hk. 
Hon sattes in på traden Linköping - Stockholm fram till 1934, då hon köptes av Rederi AB Linköping - Nyköping i Nyköping. Efter ägarbyten kom hon 1941 till Trafik AB Öckerö Skärgård på Hälsö, omdöpt till Ejdern, där hon seglade till 1945 för att sedan skrotas. I stället byggdes hon 1949 om till tankfartyg och motoriserades för Rederi AB Öckerötank på Öckerö samt omdöptes till Öckerö. Hon förlängdes 1961 4,22 meter på Karlstads varv i Karlstad. Efter ägarbyten skrotades hon 1982.